# Япония на летних Олимпийских играх 1972
На Летних Олимпийских играх 1972 года Япония была представлена 184 спортсменами (148 мужчин, 36 женщин), выступавшими в 21 видах спорта. Они завоевали 13 золотых, 8 серебряных и 8 бронзовых медали, что вывело команду на 5-е место в неофициальном командном зачёте.

## Медалисты
| Медаль  | Спортсмен                                                                               | Вид спорта            | Дисциплина                    |
| ------- | --------------------------------------------------------------------------------------- | --------------------- | ----------------------------- |
| Золото  | Савао Като                                                                              | Спортивная гимнастика | Мужчины, личное первенство    |
| Золото  | Савао Като Эйдзо Кэммоцу Сигэру Касамацу Акинори Накаяма Мицуо Цукахара Тэруити Окамура | Спортивная гимнастика | Мужчины, командное первенство |
| Золото  | Савао Като                                                                              | Спортивная гимнастика | Мужчины, брусья               |
| Золото  | Мицуо Цукахара                                                                          | Спортивная гимнастика | Мужчины, турник               |
| Золото  | Акинори Накаяма                                                                         | Спортивная гимнастика | Мужчины, кольца               |
| Золото  | Нобутака Тагути                                                                         | Плавание              | Мужчины, 100 м брассом        |
| Золото  | Маюми Аоки                                                                              | Плавание              | Женщины, 100 м баттерфляем    |
| Золото  | Сборная                                                                                 | Волейбол              | Мужчины                       |
| Золото  | Киёми Като                                                                              | Вольная борьба        | Мужчины, до 52 кг             |
| Золото  | Хидэаки Янагида                                                                         | Вольная борьба        | Мужчины, до 57 кг             |
| Золото  | Такао Кавагути                                                                          | Дзюдо                 | Мужчины, до 63 кг             |
| Золото  | Тоёкадзу Номура                                                                         | Дзюдо                 | Мужчины, до 70 кг             |
| Золото  | Синобу Сэкинэ                                                                           | Дзюдо                 | Мужчины, до 80 кг             |
| Серебро | Эйдзо Кэммоцу                                                                           | Спортивная гимнастика | Мужчины, личное первенство    |
| Серебро | Акинори Накаяма                                                                         | Спортивная гимнастика | Мужчины, вольные упражнения   |
| Серебро | Сигэру Касамацу                                                                         | Спортивная гимнастика | Мужчины, брусья               |
| Серебро | Савао Като                                                                              | Спортивная гимнастика | Мужчины, турник               |
| Серебро | Савао Като                                                                              | Спортивная гимнастика | Мужчины, упражнения на коне   |
| Серебро | Сборная                                                                                 | Волейбол              | Женщины                       |
| Серебро | Коитиро Хираяма                                                                         | Греко-римская борьба  | Мужчины, до 52 кг             |
| Серебро | Кикуо Вада                                                                              | Вольная борьба        | Мужчины, до 68 кг             |
| Бронза  | Акинори Накаяма                                                                         | Спортивная гимнастика | Мужчины, личное первенство    |
| Бронза  | Сигэру Касамацу                                                                         | Спортивная гимнастика | Мужчины, вольные упражнения   |
| Бронза  | Эйдзо Кэммоцу                                                                           | Спортивная гимнастика | Мужчины, брусья               |
| Бронза  | Сигэру Касамацу                                                                         | Спортивная гимнастика | Мужчины, турник               |
| Бронза  | Мицуо Цукахара                                                                          | Спортивная гимнастика | Мужчины, кольца               |
| Бронза  | Эйдзо Кэммоцу                                                                           | Спортивная гимнастика | Мужчины, упражнения на коне   |
| Бронза  | Нобутака Тагути                                                                         | Плавание              | Мужчины, 200 м брассом        |
| Бронза  | Мотоки Нисимура                                                                         | Дзюдо                 | Мужчины, до 93 кг             |

## Результаты соревнований

### Академическая гребля
В следующий раунд из каждого заезда проходили несколько лучших экипажей (в зависимости от дисциплины). В финал A выходили 6 сильнейших экипажей, ещё 6 экипажей, выбывших в полуфинале, распределяли места в финале B.
Мужчины
| Соревнование | Спортсмены    | Предварительный заезд | Предварительный заезд | Предварительный заезд | Отборочный заезд | Отборочный заезд | Отборочный заезд | Полуфинал            | Полуфинал            | Полуфинал            | Финал                | Финал                | Итоговое место       |                      |
| Соревнование | Спортсмены    | Заезд                 | Время                 | Место                 | Заезд            | Время            | Место            | Заезд                | Время                | Место                | Время                | Место                | Итоговое место       |                      |
| ------------ | ------------- | --------------------- | --------------------- | --------------------- | ---------------- | ---------------- | ---------------- | -------------------- | -------------------- | -------------------- | -------------------- | -------------------- | -------------------- | -------------------- |
| одиночки     | Хидэо Окамото | 3                     | 8:20,82               | 5                     | 3                | 8:27,36          | 4                | завершил выступление | завершил выступление | завершил выступление | завершил выступление | завершил выступление | завершил выступление | завершил выступление |